# بیلیشت
بیلیشت شهری است در کشور آلبانی. این شهر که در ۹ کیلومتری مرز یونان قرار دارد مرکز استان دِوول است.
جمعیت بیلیشت در حدود ۱۲ هزار نفر است و باشگاه فوتبال آن بیلیشت اسپورتی نام دارد.